# 알렉산드르 멜렌티예프
알렉산드르 레모비치 멜렌티예프(러시아어: Алекса́ндр Ре́ммович Меле́нтьев, 1954년 6월 27일~2015년 2월 16일)는 소련과 키르기스스탄의 사격 선수로 주 종목은 권총이다. 1980년 하계 올림픽 50m 권총 종목에서 세계 신기록을 세우며 금메달을 획득했다. 이 대회에서 세운 세계 기록은 34년 동안 유지되었으며 2014년에 진종오에 의해 깨졌다.